# Széltalló
Széltalló (Margine), település Romániában, a Partiumban, Bihar megyében.

## Fekvése
A Berettyó völgyében, Margittától délkeletre, Sebesújfalu, Berettyókohány és Újbártfalva közt fekvő település.

## Története
Széltalló nevét 1406-ban p. walachalis Zeltarlow néven említette először oklevél. 1451-ben Zeltarlo, 1808-ban Széltalló, Marsinye ~ Marzsinye, 1913-ban Széltalló néven írták.
1465-ben a Bályokiaké volt. Bályoki Szilveszter ez évben Zeltharlo egészbirtokot zálogba adta Dengelegi Pongrác János erdélyi vajdának és székely ispánnak. 1520-ban a települést mint vámos helyet említették.
1851-ben Fényes Elek írta a településről: „Bihar vármegyében, dombon fekszik, 360 óhitü lakossal, s anytemplommal, 33 urbéri telekkel. Határa 8000 hold, ... Birtokosai: gróf Gyulay Karolina báró Frimont Péterné, gróf Bethlen Ádámné, gróf Degenfeld Pál, gróf Teleki József, báró Radák, gróf Teleki, Eötvös Tamás, Baranyai rész.”
A 19. század első felében a gróf Bethlen, a gróf Teleki és a gróf Degenfeld család volt birtokosa, a 20. század elején pedig Ernst Péter birtoka volt.
1910-ben 703 lakosából 144 magyar, 551 román volt. Ebből 92 református, 539 görögkeleti ortodox, 42 izraelita volt. A trianoni békeszerződés előtt Bihar vármegye Margittai járásához tartozott.

## Nevezetesség
- Szent Mihály és Gábriel arkangyalok fatemplom[1]